# Karel Hieke
Karel Hieke (29. července 1930 Jihlava – 9. května 2011 Krásná Lípa) byl český dendrolog a zahradník, autor desítek publikací o zahradnictví a dendrologii.
Vyučil se zahradníkem v Městském zahradnictví ve Znojmě, poté přijat na Vyšší ovocnicko-vinařskou zahradnickou školu v Lednici na Moravě, kterou dokončil v roce 1952, načež začal studovat obor zahradnictví na Vysoké škole zemědělské v Brně. Od třetího ročníku VŠZ studoval v Lednici. V roce 1957 se stal zahradnickým inženýrem. 
Po studiích pracoval ve Výzkumném ústavu okrasného zahradnictví v Průhonicích, kde byl koordinátorem mnoha výzkumných úkolů, členem redakčních rad a odborných časopisů, edičních komisí a domácích i zahraničních odborných společností. Byl odborníkem v oboru pěstování stálezelených pěnišníků. Napsal řadu vědeckých i populárních článků pro domácí a zahraniční časopisy. V roce 1974 se stal spoluzakladatelem Dendrologické zahrady ve Výzkumném ústavu okrasného zahradnictví v Průhonicích.  

## Architekt
Jako zahradní architekt byl výhradním autorem projektů sadových úprav města Krásné Lípy. Šlo především o úpravy intravilánu města. V roce 2005 byla provedena úprava zeleně na městském hřbitově podle jeho projektu.

## Literární dílo
- Zakládání a údržba sadových ploch, 1966 [2]
- Pelargónie, 1969
- Fuchsie, 1969
- HIEKE, Karel. Hrnkové Primulky. 1.. vyd. [s.l.]: Tisková, ediční a propagační služba, Praha, 1970. 5402700445.
- Chryzantémy, 1971
- kol. autorů: Hrnkové květiny ozdobné listem a hrnkové květiny ozdobné květem, 1970
- Window-box, Balcony and Patio Gardening, Hamlyn 1976, kniha byla přeložena do francouzštiny a němčiny
- HIEKE, Karel; PINC, Miroslav. Praktická dendrologie, díl 1.,. 1.. vyd. [s.l.]: nakladatelství SZN, 1978. 000128363.
- Praktická dendrologie II , 1978
- Pokojové rostliny, vydalo nakladatelství Státní zemědělské nakladatelství v rocích 1979, 1986, 1987, 1988, ilustrace: Miroslav Pinc
- Zimmerpflanzen, 1980
- Vřesoviště,vřesovce a vřesy, 1982
- České zámecké parky a jejich dřeviny, 1984
- Moravské zámecké parky a jejich dřeviny, 1985
- Lexikon okrasných dřevin, 1994
- Atlas pokojových rostlin, vydalo nakladatelství Vašut v roce 2003, ISBN 80-7236-187-2,
- České šlechtění okrasných dřevin, 2004
- Stálezelené rododendrony, vydalo nakladatelství Knihy 555 v roce 2005, ISBN 80-86660-10-9, ISBN 9-78808-6660103, 224 stran
- Encyklopedie jehličnatých stromů a keřů, vydalo nakladatelství Computer Press v roce 2008, ISBN 978-80-251-1901-3, EAN: 9 78802 5119013, 248 stran